# Église Sainte-Colombe d'Aubigny
Pour les articles homonymes, voir Église Sainte-Colombe.
L'église Sainte-Colombe d'Aubigny est située dans le village d'Aubigny à une douzaine de kilomètres à l'est d'Amiens, dans le département de la Somme.

## Historique
Il existait une église, au Moyen Âge, qui était située à l'extérieur du village. En 1527, l'abbaye de Corbie permit aux habitants d'en ériger une nouvelle au sein du village, sur un terrain qu'elle leur octroya. Le 4 septembre 1636, le village d'Aubigny fut incendié, lors du siège de Corbie. Il fut reconstruit avec son église par la suite.
L'église actuelle a été construite en 1821, dans une architecture de type néo-classique.

## Description
L'église est un édifice parallélépipédique construit sur un soubassement en grès. Les murs sont constitués d'une alternance de lits de brique et de craie. Les fenêtres sont semi-circulaires. Le clocher quadrangulaire est en craie, sa partie supérieure est recouverte d'ardoise. Sa base est renforcée par deux contreforts en brique.
L'église conserve plusieurs objets protégés en tant que monuments historiques :
- deux dalles funéraires trapézoïdales du XIVe siècle[2],
- un groupe sculpté en bois du XVIIIe siècle représentant sainte Colombe et son ours,
- une statue en bois d'un évêque, du XVIIIe siècle[3],
- une statue mutilée de la Vierge et une statue d'ange toutes deux du XVIIIe siècle également[4].